# زبان دانگمه
زبان دانگمه، زبانی کوایی است که در جنوب شرقی غنا بدان سخن‌گفته می‌شود و ۸۰۰ هزار نفر گویشور دارد. این زبان شاخه‌ای از زبان‌های نیجر-کنگو، و به زبان گا بسیار نزدیک است. زبان گا و زبان دانگمه، با یکدیگر شاخهٔ گا-دانگمه را از خانوادهٔ زبان‌های کوا تشکیل می‌دهند.